# Panüeler
Panüeler – szczyt w paśmie Rätikon w Alpach Retyckich. Leży w zachodniej Austrii (Vorarlberg). Szczyt znajduje się w pobliżu granic ze Szwajcarią i Liechtensteinem, jednak w całości leży na terytorium Austrii. Znajduje się na północny zachód od najwyższego szczytu Rätikonu – Schesaplany. Szczyt ten leży w dość odludnym regionie, najbliżej położona miejscowość to Lünersee w Austrii.